# ワールドトレードセンターの建設

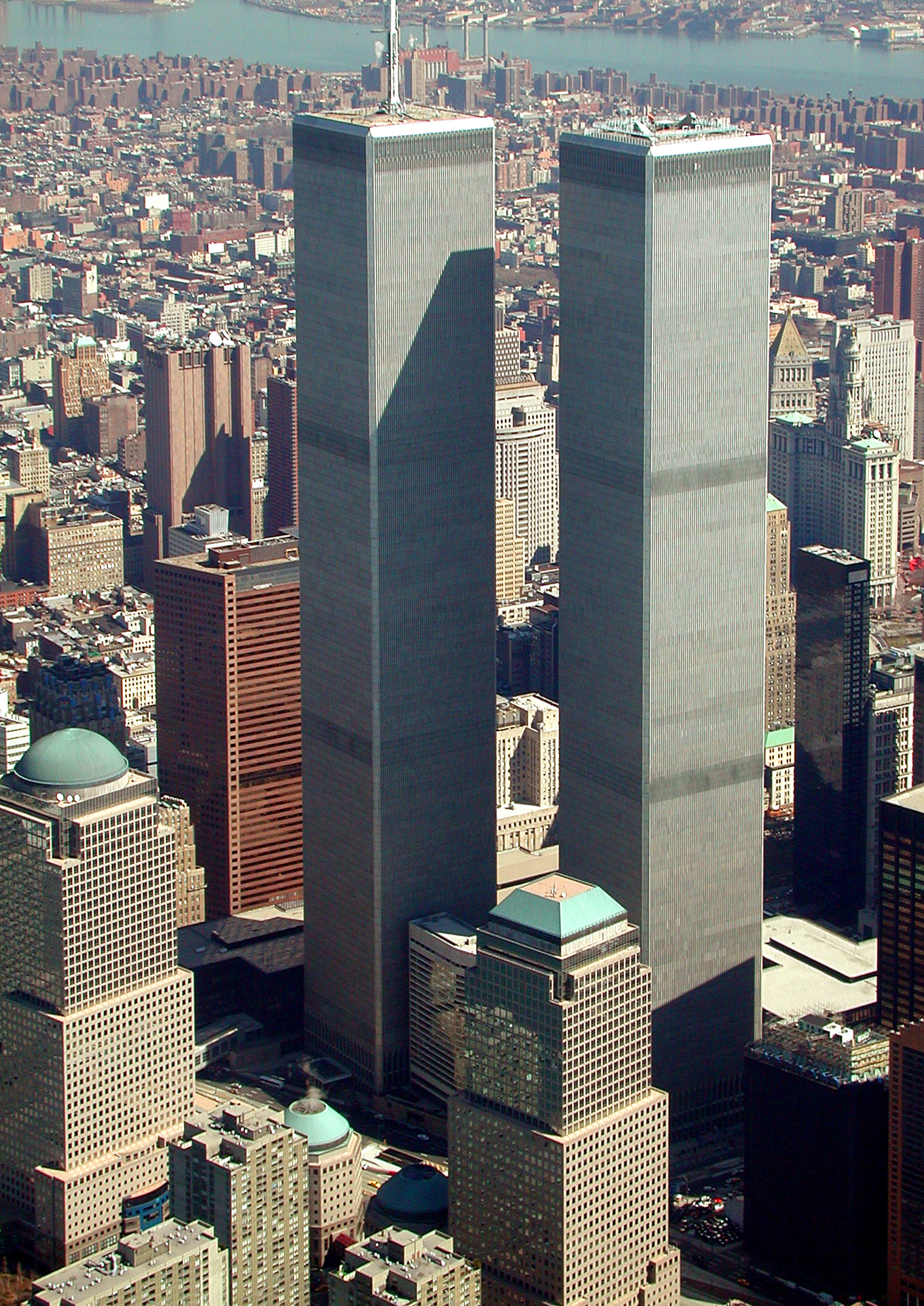
完成したワールドトレードセンター（2001年3月）

本項では、ワールドトレードセンターの建設について記述する。

## 概要
ニューヨーク市における「ワールドトレードセンター・コンプレックス」の建設は、デイヴィッド・ロックフェラーが指揮をとる都市再開発プロジェクトとして計画された。計画のねらいはロウアー・マンハッタンの再活性化の促進だった。このプロジェクトは、ニューヨーク・ニュージャージー港湾公社（以下、港湾公社）によって推進され、港湾公社はツインタワーの構想を提示する建築家ミノル・ヤマサキを起用した。多岐にわたる協議の末、港湾公社を管轄するニューヨーク州・ニュージャージー州の両州政府は、マンハッタン・ロウアー・ウエストの一画、ラジオ・ロウ地区におけるワールドトレードセンター・プロジェクトを支援することで合意した。合意形成のためのニュージャージー州側への譲歩として、港湾公社は債務超過に陥っていたハドソン・アンド・マンハッタン鉄道（以下、H&M鉄道）の買収を承諾した。通勤客をニュージャージーからロウアー・マンハッタンに運ぶこの路線は、港湾公社による買収に際してPATHと改名された。
ワールドトレードセンターのツインタワーの設計にはチューブ構造が採用され、テナントに柱や壁によるくぎりのない開放的な間取りを提供することができた。タワー外周にチューブ状に配置された計236本の鉄骨支柱が構造強度の多くをにない、さらに鉛直荷重をビル中央の47本のコア支柱と分担することでこの設計を実現していた。床はチューブ状の外壁とコア支柱との間に梁を渡すことで形成され、柱や体力壁の無い広いフロア空間を得ていた。
ツインタワーのエレベーターシステムは、スカイロビーと呼ばれる乗り換え階を活用し、スカイロビー階にのみ停止する急行エレベーターと、それぞれの区画内の各階に停止するエレベーターを組み合わせたシステムだった。このシステムによりタワー中央部の構造コアは、（エレベーターシャフトの本数を減らす事で）小さく抑えられており、フロア面積の大部分をオフィス面積として使用できるようになっていた。ワールドトレードセンター、特にそのツインタワーの設計・構造には、ほかにも多くの革新的技術が導入された。具体的には、基礎工事に使用されたスラリー壁工法や、各種の風洞実験などが挙げられる。
ワールドトレードセンター北棟の建設は1968年8月に着工した。翌1969年には南棟の建設も始まった。大量のプレハブ部材の使用によって建設速度は加速された。北棟は1970年12月に、南棟は1972年1月に、それぞれ最初のテナントが入居した。ツインタワーに加えて、1970年代には4棟の低層ビルがワールドトレードセンター・コンプレックスの一部として建設された。1980年代なかごろには7棟目のビルが完成した。

## 立案
1942年、オースティン・J・トービンが港湾公社のエグゼクティブ・ディレクターに就任した。その後30年にわたってトービンはこの役職にとどまり続け、ワールドトレードセンターの計画と開発を監督して行くこととなる。「世界貿易センター」を設置する計画は、第二次世界大戦終結後の時期に立案された。当時のアメリカは経済的な繁栄を謳歌しており、貿易額も増加傾向にあった。1946年、ニューヨーク州議会は「世界貿易センター」の創設を求める議案を通過させた。州議会の決定を受けて、ワールドトレード社（The World Trade Corporation）が設立され、同社にこのプロジェクトを計画するための委員会が設置された。委員会のメンバーは、当時のニューヨーク州知事トマス・E・デューイによって選任されていた。建築家のジョン・エバーソンとその息子ドリュー・エバーソンは、10ブロックにわたる敷地に21のビルを建設するプランを提示し、その計画に必要なコストを1億5000万ドルと試算した。1949年、ワールドトレード社はニューヨーク州議会の命によって解散され、「世界貿易センター」の建設計画は保留されることとなった。

### 当初の計画
第二次世界大戦後の時期におけるマンハッタン地域の経済成長は、主にミッドタウン地区に集中していた。ミッドタウン地区の繁栄は1930年代に建設されたロックフェラー・センターによっても促進されていた。ミッドタウンの繁栄の影で、ロウアー・マンハッタン地区は好景気から取り残され、繁栄を享受することはなかった。ロウアー・マンハッタンの経済的停滞におけるひとつの例外は、デイヴィッド・ロックフェラーによるフィナンシャル・ディストリクトでのワン・チェース・マンハッタン・プラザの建設だった。ロックフェラーは当時、ロウアー・マンハッタンにおける都市再開発計画を主導する人物だった。1958年、ロックフェラーはダウンタウン・ロウアー・マンハッタン・アソシエーション（DLMA）を創設し、DLMAはスキッドモア・オーウィングズ・アンド・メリルに、ロウアー・マンハッタン再活性化計画の立案を依頼した。1960年6月末に一般公開されたこの計画は、イースト川沿いの13-エーカー (53,000 m2)の土地、すなわち、東西にオールド・スリップからフルトン・ストリートまで、南北にウォーター・ストリートからサウス・ストリートまでの範囲の敷地に世界貿易センターのコンプレックス（複合施設）を建設するという内容だった。この案におけるコンプレックスには、全長900フィート（275メートル）にわたるコンベンション・センターや、上層階の一部をホテルとして使用する50階建から70階建のビルが含まれることになっていた  その他の商業施設として、ひとつの映画館と複数のレストラン・小売店舗の入居が予定されていた。この案ではまた、新たな証券取引所ビルの建設も含まれており、DLMAはニューヨーク証券取引所をそのビルに移転させることを希望していた。
デイヴィッド・ロックフェラーは、港湾公社の関与が、この計画を実現するにあたっての現実的な道筋であると提言した。ロックフェラーは、この貿易センターの設置が、ニューヨーク港を介する国際的な商取引を増加・促進するための大いなる手助けになると主張した。港湾公社のエグゼクティブ・ディレクターであるオースティン・J・トービンは、ニューヨーク市の国際貿易における重要性をふまえ、このプロジェクトで建設されるものは、単なる「世界貿易センター」（a world trade center）ではなく、「ワールドトレードセンター」という唯一の存在（the World Trade Center）であるべきだと語った。一年におよぶ入念な計画の検討を経て、1961年3月11日、港湾公社は正式にワールドトレードセンター・プロジェクトへの支援を表明した。

### 合意

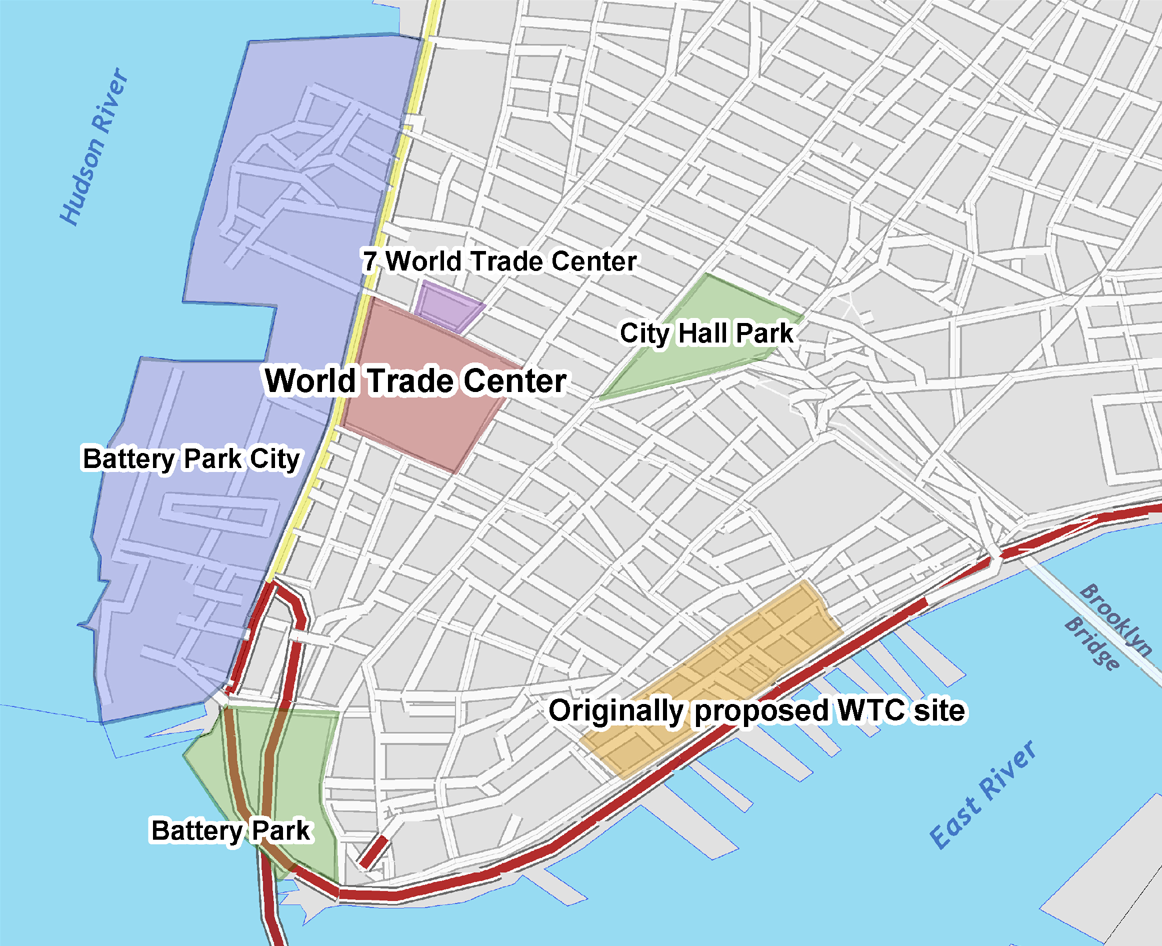
ワールドトレードセンターの所在地（赤の地域）と当初の候補地（オレンジの地域）

計画の実現には、港湾公社を管理・監督するニューヨーク州とニュージャージー州からの認可が必要だった。当時のニュージャージー州知事、ロバート・B・メイナーは計画への反対を表明した。メイナーは、ニューヨークがこの3億3500万ドルの巨大プロジェクトを獲得することに対して不快感を抱いていた。当時、ニュージャージー州運営のH&M鉄道は経営不振であり、1927年には1億1300万人を記録した年間利用者数は、その後ハドソン川をわたる自動車用トンネルや橋が開通したこともあり、1958年には2600万人まで急激に減少していた。1961年も終わろうとしていた頃、任期終了を控えたメイナー知事とのWTC計画をめぐる交渉は袋小路に入っていた。1961年12月、トービンは新たに当選した次期ニュージャージー州知事、リチャード・J・ヒューズとの会談を行い、WTCプロジェクトを西方の、当時ハドソン・ターミナル駅が存在した敷地に移転することを提案した。港湾公社がH&M鉄道を買収する場合、老朽化していたハドソン・ターミナル駅の施設とその他のビルも港湾公社が取得することになっていた。1962年1月22日、ニューヨーク州・ニュージャージー州の両州政府間で合意が形成され、港湾公社によるH&M鉄道の買収、およびマンハッタン・ロウアー・ウエスト地区におけるWTCの建設が認可された。港湾公社によるH&M鉄道の買収に加えて、ニュージャージー側からのアクセスに好都合な立地にWTCが移転したことが、ニュージャージー州政府をプロジェクトへの支持に導いた。

### 論争
ニューヨーク州、ニュージャージー州、そして港湾公社の三者による合意が達成された後も、WTC計画をめぐる論争がやむことはなかった。WTCの建設予定地はラジオ・ロウと呼ばれる地区にあたり、この地区には何百もの商工業者、不動産所有者、小規模事業者に加え、約100人の住民が存在していた。WTC計画の実行には、この地区の事業者に立ち退きを求める必要があり、一部の事業者はこの動きに対して猛烈に反発した。1962年6月、立ち退きの対象となる約325の商店と約1000の小規模事業者を代表する団体は、港湾公社の土地収用権に異議を申し立て、立ち退きの差し止めを請求した。港湾公社と事業者団体の法的な争いは、ニューヨーク控訴裁判所に持ちこまれたが、同裁判所は1963年4月、計画は「公共の利益」をもたらすものであるとして港湾公社による土地収用を支持した。1963年12月、合衆国最高裁判所は控訴を棄却する判決を下し、立ち退きが実施されることが確定した。州法の下では、港湾公社には事業者の移転への支援が義務づけられていたが、多くの事業者は港湾公社による援助を不十分なものとみなしていた。建設作業が開始された後も、港湾公社による計画の実施は本当に正当であるのかという疑問は解消されなかった。一部にはWTCプロジェクトを、「見当違いの社会的優先事項」とする声もあった。
1964年ごろには、ヤマサキによる110階建ツインタワーの建設を含む大規模な計画は一般に公表されており、民間の不動産デベロッパー、およびニューヨーク不動産協会のメンバーは、公的に強く「助成」されたWTCのオフィスが、一般市場に解き放たれ、民間業者と競合することに対しての懸念を示した。当時、不動産市場はすでに物件の供給過剰状態にあった。なかでも、当時のエンパイア・ステート・ビルディングの所有者、ローレンス・A・ウィーンは計画を声高に批判した。エンパイア・ステート・ビルディングは、WTCが完成した時点で「世界一高いビル」の称号を失うことになっていた。ウィーンは計画に反対するため、建設業者による団体「合理的ワールドトレードセンター委員会」を組織した。この団体はWTCプロジェクトの規模を縮小することを要求した。
1964年1月、港湾公社はニューヨーク州政府と契約を結び、州政府の行政機関がWTCに入居することが決定した。港湾公社は1964年の春から夏にかけて、営利目的のテナント（いくつかの銀行を含む）との契約を結び始めた。1965年、港湾公社はアメリカ関税局とのテナント契約を結んだ。
港湾公社にとっての最後の関門は、ニューヨーク市長のジョン・リンゼイと、ニューヨーク市議会から認可を得ることだった。ニューヨーク市は、港湾公社がプロジェクトの交渉・討議にあたって、同市の関与を限定的にとどめていたことを疑問視していた。ニューヨーク市と港湾公社による交渉の焦点は、税金の支払いに関するものだった。1966年8月3日、両者は最終的な合意に達し、港湾公社は、WTCに入居した民間のテナントが使用する面積分の税に相当する金額を、毎年ニューヨーク市に納付することとなった。その後の数年間で、固定資産税の引き上げにともない、港湾公社のニューヨーク市に対する納付額も引き上げられた。

## 設計

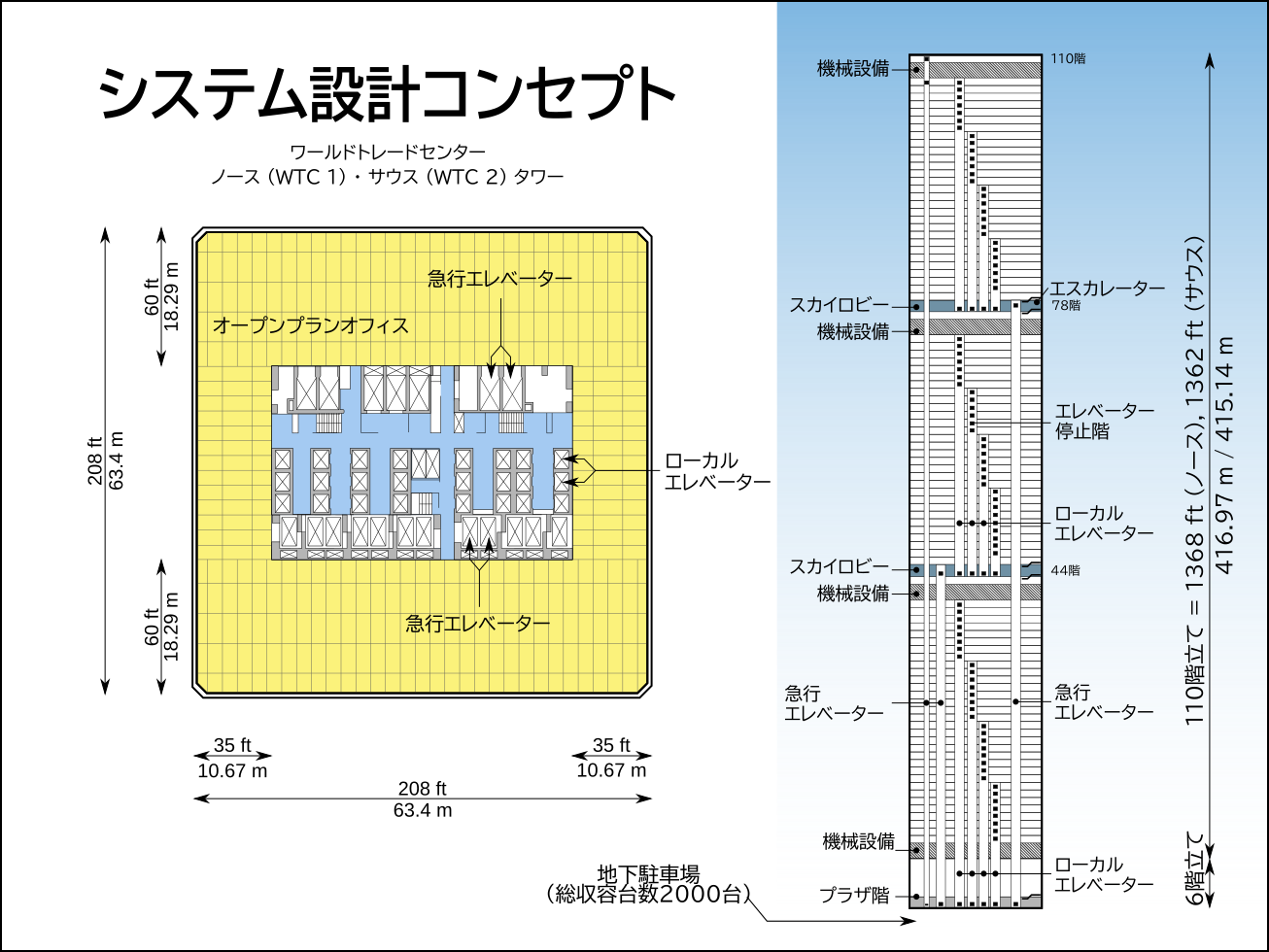
ツインタワーの典型的なフロア構成とエレベーターの配置

### 設計の公表
1962年9月20日、港湾公社は主任建築家としてミノル・ヤマサキを選出したことを発表した。同時に、エメリー・ロス・アンド・サンズ社が共同設計者として指名された 。ヤマサキが当初、港湾公社に提示した構想では、それぞれ80階建のツインタワーが建設されることになっていた。ヤマサキはツインタワーの構想について、「単純に、多数のビルの一団を建設するという選択肢もあったが、それでは公営住宅のように見えただろう」と語った。
1964年1月18日、ヤマサキによるワールドトレードセンターの設計が一般に公開された。発表には高さ8フィートの模型が使用された。ツインタワーは一辺が約207フィート (63 m) の正方形平面をもっていた。タワーの設計上、オフィスフロアの外窓はひとつにつき幅18 インチ (45 cm) と細長いものになっていた。幅の狭い窓は、ヤマサキの高所恐怖症の反映であり、フロアにいる人間が高度による恐怖を感じることがないよう配慮した結果だった。ヤマサキによる設計は、ツインタワー正面のファサードをアルミニウム合金で被覆することを求めていた。
港湾公社はツインタワーに10,000,000平方フィート (930,000 m²) のオフィス面積を要求したため、各タワーは110階建の超高層ビルとして設計された。建築物の高さを制限する大きな要因のひとつはエレベーターであり、ビルが高層なものになるほど、行き先階の異なる多数のエレベーターを設置して輸送能力を確保しなければならず、大量のスペースが浪費されることになる。この問題を避けるため、ヤマサキらはスカイロビーを活用するエレベーターシステムを導入した。大人数を収容する急行エレベーターが、スカイロビー階に直行し、スカイロビー階でそれぞれの区画内の各階に停止するエレベーターに乗り換えるというシステムだった。（各区画のエレベーターは1本のエレベーターシャフト上に共存することができた）各タワーの44階と78階に設けられたスカイロビーによって、効率的なエレベーターの運行が実現されるのと同時に、エレベーターシャフト数の削減により、各階の使用可能面積が62パーセントから75パーセントに引き上げられた。WTCはシカゴのジョン・ハンコック・センターに続き、スカイロビーを採用した2例目の超高層ビルだった。スカイロビーのシステムは、各駅停車駅と急行停車駅が存在するニューヨーク市地下鉄の運転系統に触発されたものだった。

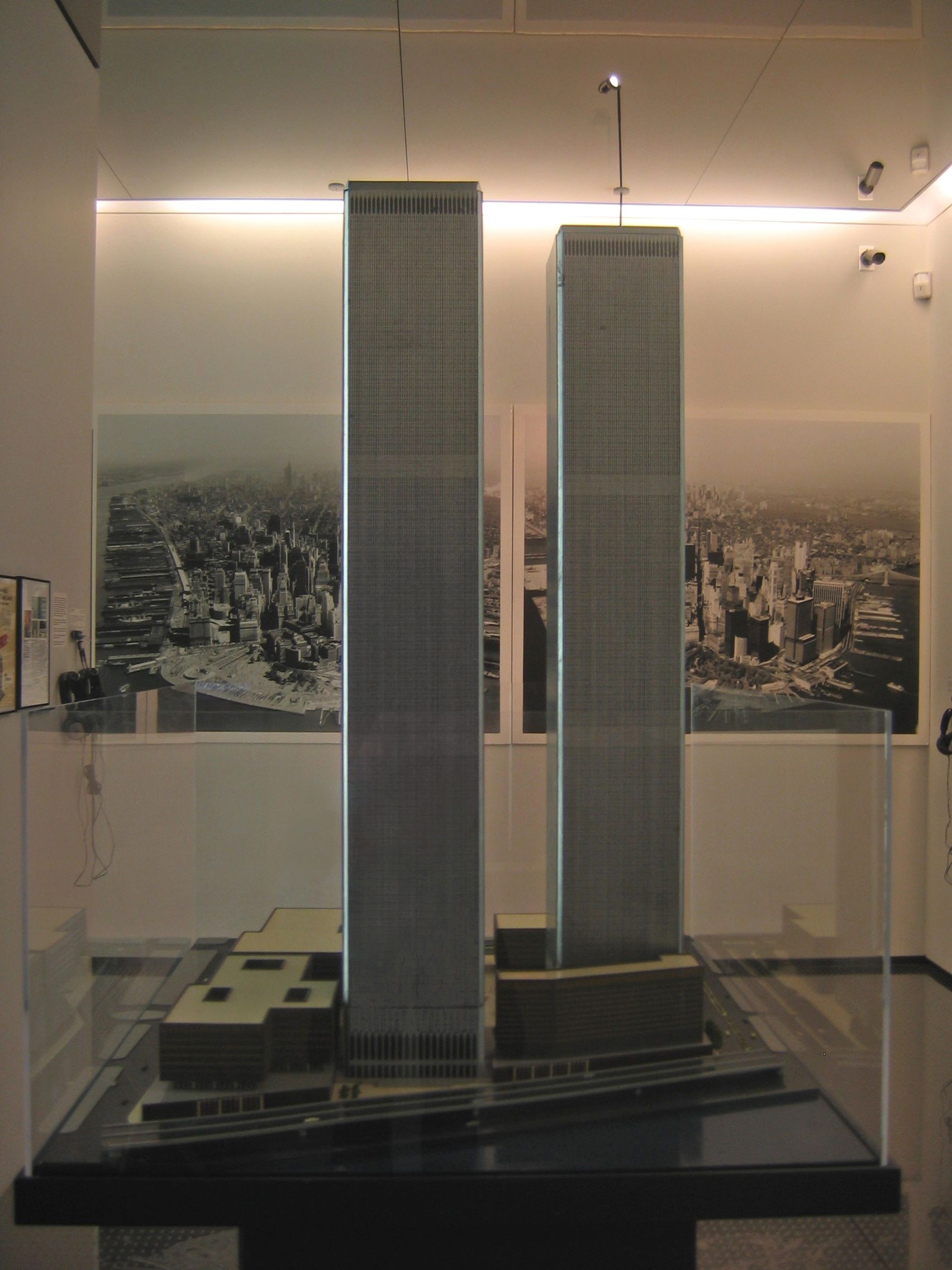
オリジナルの建築模型。現在この模型はニューヨークのナショナル・セプテンバー11メモリアル&ミュージアムに常設展示されている。

サウディ・ビンラディン・グループとともにサウジアラビアのダーラン国際空港の設計を手がけていたヤマサキは、WTCの設計にもイスラーム建築の特徴を取り入れた。ツインタワーに隣接するプラザはメッカを模しており、地面に描かれた巨大な四角形、泉（噴水）、広場の中心から放射状に広がる模様にそれを見て取れる。ヤマサキによれば、このプラザは「ウォール街の窮屈な通りや歩道から解放してくれる、メッカのような場所」であった。
WTCの外観は、アメリカ建築家協会のほか複数の団体によって美的観点から批判された。『歴史の都市明日の都市』をはじめとする多くの都市計画についての著作をもつルイス・マンフォードは、WTCを含む最新の超高層ビル群について、「金属とガラスで出来た書類用キャビネット」に過ぎないと評した。テレビ放送の事業者は、WTCのツインタワーがニューヨーク都市圏の視聴者に、テレビ電波の受信障害をひき起こすのではないかとの懸念を示した。この懸念を払拭するため、港湾公社はWTCに新たな放送用設備を設置することを申し出た。アメリカ自然史博物館のリンネ協会は、ツインタワーが渡り鳥の生態へもたらす脅威を指摘して、WTCプロジェクトに反対した。
ヤマサキの建築設計を実現するため、構造エンジニアリング会社ワーシントン・スキリング・ヘル&ジャクソンは、チューブ構造を発展させ、ツインタワーの構造設計として採用した。基礎設計は港湾公社のエンジニアリング部が担当し、電気系統の整備にはジョセフ・R・ロリング&アソシエーツ社が携わった。ビルの機械的設備はジャロス・バウム&ボールズ社が担当した。ティシュマン・リアルティ&コンストラクション社がWTCプロジェクト全体のゼネラルコントラクター（工事請負業者）として選ばれた。港湾公社の世界貿易部部長ガイ・F・トゾーリと、同社の主任技術者リーノ・M・モンティがプロジェクトを監督した。

### 構造設計
港湾公社は州際的な機関であり、ニューヨーク市の地域的な法律・規制（建築基準法を含む）の適用は受けなかったが、港湾公社はWTCに携わる建築士と構造エンジニアに対して、ニューヨーク市の建築基準法を順守することを要請した。WTCの構想が検討されていた時期には、1938年に定められた古い建築基準法に替わる、新たな法律の策定作業が行われていた。最終的に、構造エンジニアは草案段階にあった1968年度の新建築基準法に基づいて構造設計を行うこととなった。この新建築基準法では、以前の法律のもとでは不可能な「先進技術」を導入した設計が可能となっていた。

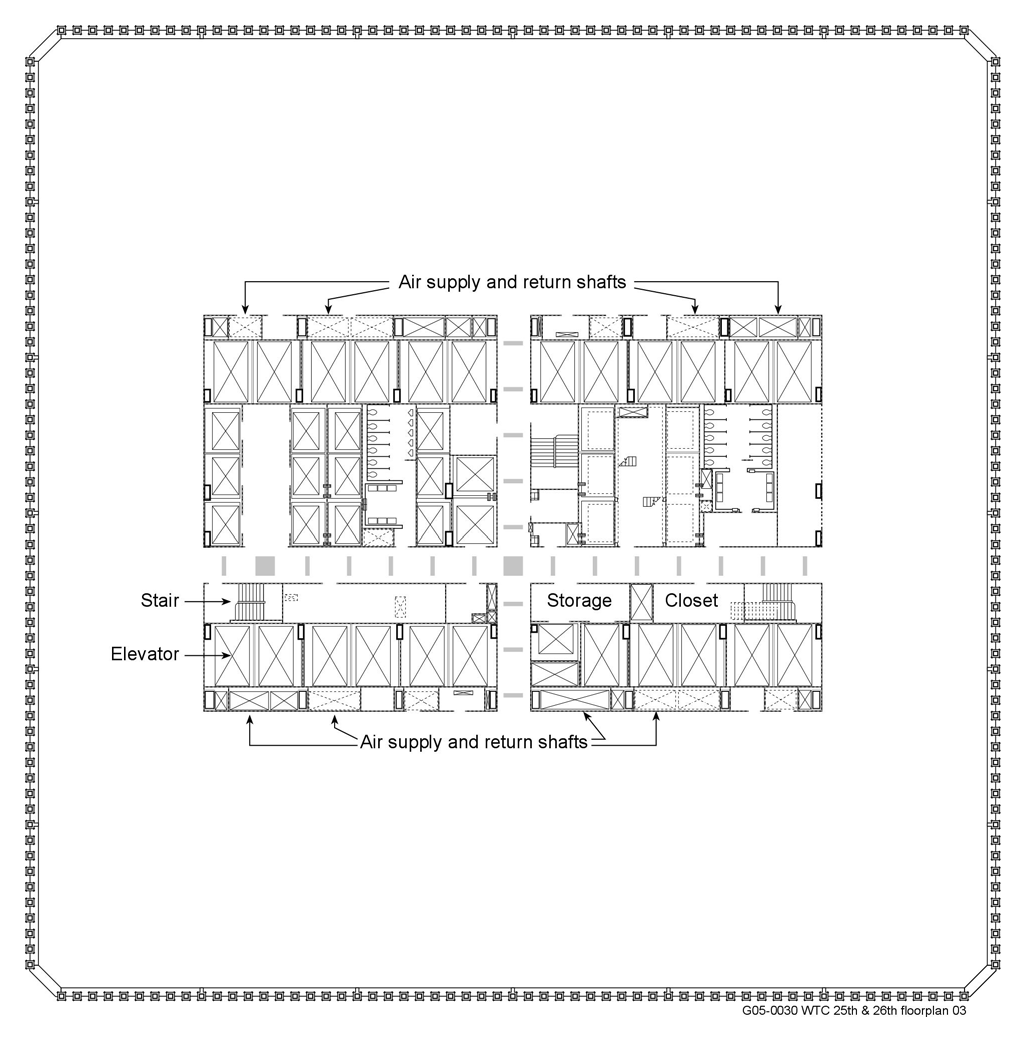
WTCの典型的なフロア平面図

WTCのツインタワーには、超高層ビルの建築構造設計における新機軸が多く取り入れられた。先進技術の活用により、ツインタワーは過去に類を見ない高度に到達し、完成当時の世界一高いビルとなった。従来の超高層ビルでは、建物荷重を支持するため、フロア内に柱の骨組を分散して設置する必要があり、柱によってフロア面積が分断されていた。ファズラー・ラーマン・カーンによって考案されたチューブ構造は、当時の超高層建築における新機軸であり、より多くの面積をテナントに貸し出すことができるのと同時に、柱や壁によるくぎりのない開放的な間取りが可能になっていた。ツインタワーの外周構造は、高強度・高耐力の鋼製外周柱を密に配置したもので、フィーレンディール架構と呼ばれる強固な外壁構造を形成していた。タワーの各外壁面には59本の外周柱が短い間隔で立ち並んでいた。外壁面の長さは一辺あたり210フィート (64 m)だった。タワーの四隅には斜角がつけられていた。外周柱は事実上すべての水平荷重（風荷重など）を負担し、加えて鉛直荷重の一部をコア柱と分担するよう設計されていた。WTCの構造解析は、主にIBM 1620を用いて行われた。
ツインタワーの外壁構造は、大量の規格化されたプレハブ部材を使用することにより組み立てられた。1個のプレハブ部材は、フロア3階分の高さの3本の外周柱を、帯状のスパンドレル梁で接合したものだった。外周柱は一辺が14 インチ (36 cm) の正方形の断面をもち、4枚の鋼板を溶接してつなぎ合わせることでつくられた。外周柱の板厚と、鋼材の規格は階層によって異なり、使用される鋼材の降伏強度には36,000 - 100,000重量ポンド毎平方インチ (260 - 670 MPa) の幅があった。高層階では支持する必要のある重量が減少するため、板厚・鋼材の強度は高層階になるほど減らされていた。チューブ構造の採用により、従来の設計にくらべて必要な鋼材は40パーセント減少した。7階から地上階、基礎までの範囲では、外周柱は10フィート (3 m) の間隔で設置されていた。すべての鉄骨柱は地下深くの岩盤で支持されていた。岩盤は、ミッドタウン・マンハッタン地区の浅い岩盤とは異なり、地表面下65 – 85フィート (20 – 26 m) の深部に位置していた。
スパンドレル梁と外周柱は溶接によって一体化され、規格化されたプレハブ部材として、建設現場から離れた外部の組立工場で製作された。1個のプレハブ部材は奥行き (1.3 m)、高さはフロア3階分（2階分と、上下の端に2分の1階分）という寸法だった。隣接するプレハブ部材同士はボルトで接合され、接合部にあたる外周柱とスパンドレル梁の中央部には継ぎ目が生じた。スパンドレル梁は各階に設置されており、外周柱間でせん断応力を伝達することで、水平荷重に対して複数の外周柱が一体となって抵抗することを可能にしていた。プレハブ部材は、継ぎ目をもつ外周柱が同じ階で隣接しないよう、ずらして配置されていた。
ツインタワーの構造コア部分には、エレベーターシャフトおよび多目的シャフト、トイレ、3カ所の非常階段、空調、その他の補助的スペース（保管場所など）が設けられていた。構造コアは87 × 135 フィート (27 × 41 m) の長方形のチューブ形状をしており、岩盤からタワー最上部まで伸びる47本の鉄骨柱（コア柱）を含んでいた。コア柱の板厚は66階から最上部に向けて徐々に減らされており、形状に関しても低層部では溶接組立箱形断面柱（ボックス柱）が、高層部ではH形断面柱が用いられた。設計上、1 WTC（北棟）の構造コアの長手方向は東西に、2 WTC（南棟）の構造コアの長手方向は南北に向いていた。コアには各タワーのすべてのエレベーターと、すべての非常階段（3カ所）が位置していた。非常階段は機械設備階に差しかかると、急行エレベーター設備室を迂回するためコアをいったん離れ、2カ所の迂回用階段に接続し、接続通路を介して再びコアに戻ってくるよう設計されていた。この設計により、2001年9月11日に航空機が突入した際も、2 WTC（南棟）のA階段は通行可能な状態を維持することができた。

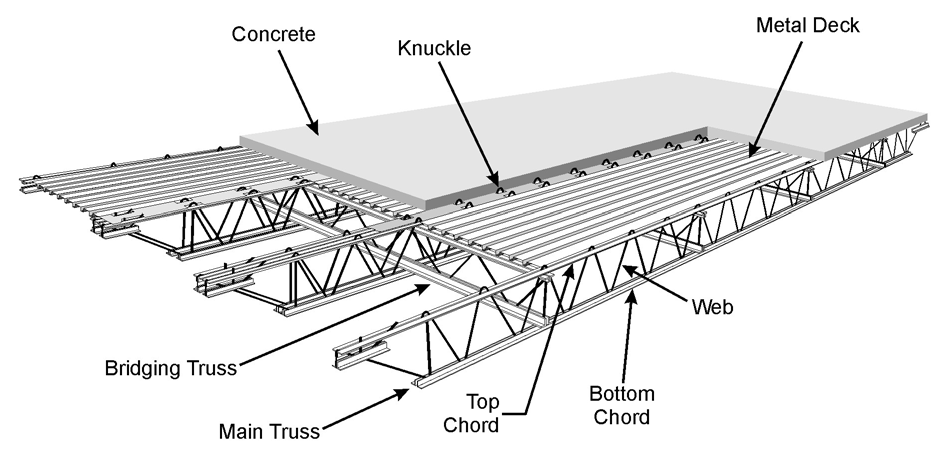
複合的な床トラス構造の図

コア柱と外周柱との間に梁を渡して床を形成することにより、1本の柱も体力壁も存在しない広々とした空間が存在した。床構造は、無数のプレハブ化された床トラス部材によって形成された。ツインタワーにおける床構造は、自らの重量とフロア上の活荷重を支持するのと同時に、タワーの外壁構造に水平荷重に対する安定性を与え、また風荷重が外周柱間で分配されることを可能にしていた。フロアは、厚さ4インチ (10 cm) の軽量コンクリートスラブを鋼製デッキプレートの上に打設し、せん断接合で一体化したものだった。フロアを支持するのは、メイントラス部材につなぎトラス部材を直角に取りつけた格子状の構造だった。トラスのスパン（長さ）は、60フィート (18 m)のトラスと35フィート (11 m)のトラスが場所によって使い分けられた。トラスは、外周柱2本に対してひとつの間隔で取りつけられ、トラスとトラスの間には心々6.8-フート (2.1 m)の間隔があった。取りつけの方法として、トラスの上弦材が、タワー外壁のスパンドレル梁上に溶接された台座にボルトで固定された。反対側（コア柱側）でも同様に、トラスの上弦材がコア柱に溶接された梁（溝形鋼）にボルトで固定された。一方、トラスの下弦材は粘弾性ダンパーと呼ばれる装置を介してタワー外壁のスパンドレル梁につながっており、このダンパーの作用によってフロアにいる人間が感じる横揺れを低減させる構造になっていた。
ツインタワーの107階から110階にかけては、ハットトラス（あるいはアウトリガートラス）と呼ばれる構造が存在していた。ハットトラスは、各タワーの最上部に設けられる高い通信アンテナの荷重を支持できるよう設計されていた。しかしながら、実際にアンテナが置かれたのは1 WTC（北棟）のみだった。（1978年設置）ハットトラスは構造コアの長手方向に沿って6列、短手方向に沿って4列のトラスを配して組み上げたもので、アンテナの支持のほかに、タワーの外周柱とコア柱を連結し、両者の間での荷重の再分配を行う機能をもっていた。

### 耐風設計
耐火被覆材を吹きつけた鋼製の外周柱・コア柱によるチューブ構造は、エンパイア・ステート・ビルディングのような伝統的な建築物（鋼構造部材の耐火被覆に、厚く重い石材を使用する）と比較してより軽量であるが柔軟性があるため風荷重に対して横揺れしやすい性質をもっていた。WTCの設計には、コロラド州立大学とイギリス国立物理学研究所での風洞実験が用いられた。風洞実験により、ツインタワーがさらされる設計用風荷重の算定、および風荷重に対する構造物の応答の算定が行われた。ビル内部の人間が耐えられる横揺れのレベルも実験により評価された。被験者は「無料の視力検査」という名目で集められたが、実際の目的は再現されたビルの横揺れを与えることで、被験者がどの程度の横揺れまで問題なく耐えることができるかの評価だった。多くの被験者は否定的な反応を示し、めまいなどの体の不調を訴えた。横揺れを低減するため、主任技術者のひとりレスリー・ロバートソンは、アラン・G・ダヴェンポートとともに粘弾性ダンパーを開発した。タワーの外壁全体にわたって、粘弾性ダンパーが床トラス部材と外壁の接続部に設置され、いくつかのほかの構造上の改良とともに、横揺れを許容できるレベルに抑えた。

### 航空機衝突への対策
WTCを手がけた構造エンジニアは、タワーに航空機が衝突する可能性を考慮して構造設計を行った。1945年7月、濃い霧のなかで方向感覚を失ったB-25爆撃機が、エンパイア・ステート・ビルディングの78階から79階にかけて突っこむという事故が起こっており、それから1年後の1946年には、ある航空機が40 ウォール・ストリートビルに衝突していた。1946年には、また別の飛行機がエンパイア・ステート・ビルディングへの衝突をすんでの所で回避する事件も発生していた。レスリー・ロバートソンはWTCの設計にあたり、ボーイング707やそれに類するジェット旅客機が、JFK空港、もしくはニューアーク空港への着陸を目指して比較的低いスピードで飛行中に、濃い霧によって方向感覚を失い、ツインタワーへの衝突に至るというシナリオを個人的に考慮していた。アメリカ国立標準技術研究所（NIST）は、ツインタワーの構造設計に関する3ページのホワイトペーパーを発見したが、この文書はジェット旅客機が速度600マイル毎時 (970 km/h)で衝突したという想定による分析が、設計にあたって実際に行われていたことに言及していた。しかしながら、NISTはこの分析の証拠書類そのものを見つけ出すことはできなかった。

### 防火設計
ツインタワーの鋼構造部材の一部（すべての床トラス部材を含む）は、吹きつけ耐火材料 (SFRM) で耐火被覆を施されていた。コア柱の耐火被覆には、基本的に石膏ボードとSFRMの組み合わせが使用されたが、場合よっては石膏ボードのみが用いられた。外周柱の耐火被覆は、室内側の1面ではバーミキュライト石膏が、残りの3面ではSFRMが用いられた。1968年に改定されたニューヨーク市建築基準法では、以前のものと比べて防火基準がいくつかの点で緩和されていた。1968年の新建築基準法に沿って設計されたWTCのツインタワーには、それぞれ3カ所の非常階段が設置されていたが、以前の建築基準法では各タワーに6カ所の非常階段の設置が義務づけられていた。
1970年4月、ニューヨーク市大気資源局（New York City Department of Air Resources）は、WTCの建設作業に従事する委託業者に対して、断熱材としてのアスベストの使用を停止するよう命じた。
1975年2月に発生した火災（消火されるまでに6階にわたって燃え広がった）の後は、構造部材の耐火被覆が追加された。1993年の世界貿易センター爆破事件後に実施された調査によって、ツインタワーの構造部材に耐火被覆の不足があることが指摘された。港湾公社は耐火被覆の改修に取り組んでいたが、完了した改修作業は2001年のテロ発生時において、北棟で18階分（9月11日の航空機衝突・火災で影響を受けたすべての階が含まれる）、南棟では13階分（航空機衝突の影響を直接的に受けたのは77階・78階・85階の3階のみ）にとどまっていた。
1968年のニューヨーク市建築基準法は高層ビルでのスプリンクラー設備の設置を義務づけていなかった。（例外的に、地下空間には設置義務があった）建築基準法に従い、当初スプリンクラーはWTCの地下立体駐車場にのみ設置されていた。1975年2月に発生した大規模火災を受け、港湾公社はツインタワー全体にわたってスプリンクラー設備を導入することを決定した。1993年までに、2 WTC（南棟）のほぼ100パーセント、1 WTC（北棟）の85パーセントにスプリンクラーが設置された。2001年にはWTCコンプレックス全体で設備の刷新が行われた。

## 建設

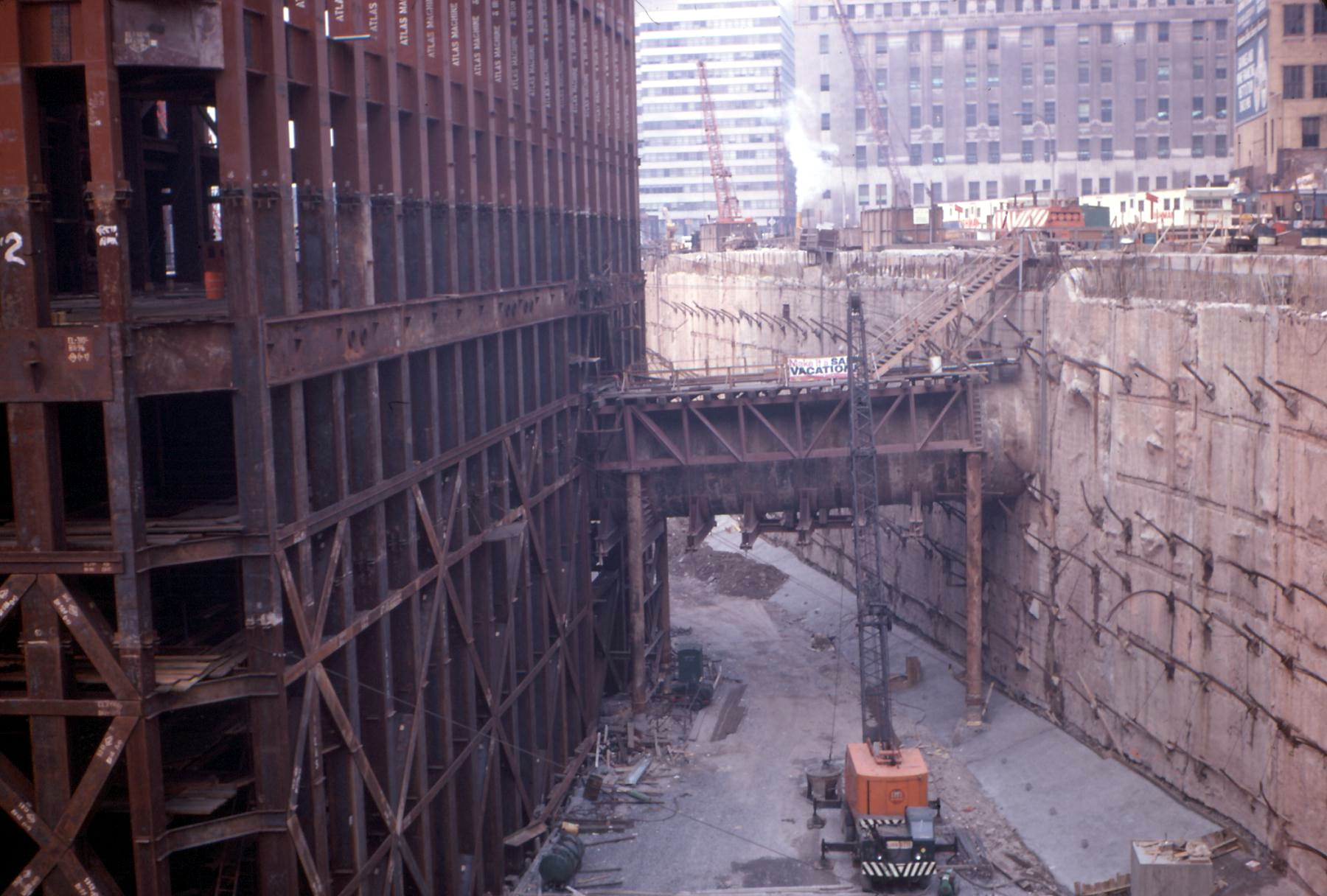
建設中の南棟とスラリー壁による「バスタブ」構造（1969年）

1965年3月、港湾公社はWTCの建設予定地にあたる土地の取得を開始した。エイジャックス・レッキング&ランバー・コーポレーションが解体工事の請負業者として雇われ、1966年3月21日、WTCの建設用地を確保するための解体作業が開始された。

### ツインタワー
1966年8月5日には起工式が行われ、WTCの基礎工事が開始された。WTCの建設用地は埋め立て地であり、岩盤は地下65フィート (20 m)に位置した。基礎工事を始めるにあたり、ハドソン川からの水の侵入を防ぐため、建設用地のウエスト・ストリート側に沿ってスラリー壁を施工し、「バスタブ」と呼ばれる構造を築く必要があった。この手法は、従来の排水法では（地下水の水位が低下することで）深い基礎をもたない周辺のビルが地盤沈下を起こすため、代替手段として考案されたものだった。スラリー壁工法では、掘削作業を行うのと同時に、スラリーと呼ばれるベントナイトの混合物を溝に注ぎこみ、溝をスラリーで塞ぐことで地下水の侵入を防ぐことができた。掘削作業が完了すると鋼製のケージをスラリーで満ちた溝のなかに挿入し、続いてコンクリートを注入すると、スラリーはコンクリートによって溝から押し出された。スラリー壁工法の採用は、港湾公社の主任技術者ジョン・M・カイル・ジュニアによって考案された。1966年の終わりにかけて、スラリー壁の施工作業が開始された。イタリアの建設会社インプレーザ・コストルツィオーニ・オーペレ・スペチアリザーテ (I.C.O.S.) 傘下のIcanda社（本社モントリオール）が工事を主導した。スラリー壁の施工は建設用地の内部で掘削を始めるためには必須だったが、その完了には14ヶ月を要した。建設用地の地下を通り、PATHトレインをハドソン・ターミナル駅に導くトンネル（ダウンタウン・ハドソン・チューブ）は、新たにワールド・トレード・センター駅が1971年に完成するまでの間、 高架トンネルとして利用された。
1968年8月、北棟の建設作業が開始され、翌1969年1月には南棟の建設も始まった。1967年1月、総額7400万ドルの契約が発注され、PACCAR、ラクレード・スチール・カンパニー、グラナイトシティ・スチール・カンパニー、そしてカール・コッチ・エレクティング・カンパニーがプロジェクトへ建設用鋼材を供給することとなった。コスト削減策として、港湾公社はベスレヘム・スチールやUSスチールのような1社の大手鉄鋼メーカーから大量の鋼材を調達するのではなく、1社あたり少量の鋼材を、複数の業者から調達する方法をとった。建設現場でのクレーンによるつり上げ作業は、カール・コッチ・エレクティング・カンパニーが全面的に請け負った。アルミニウム製ファサードの設置はアルコアに依頼された。1967年2月にはティシュマン・リアルティ&コンストラクションがプロジェクト全体の建設工事の監督者として雇われた。

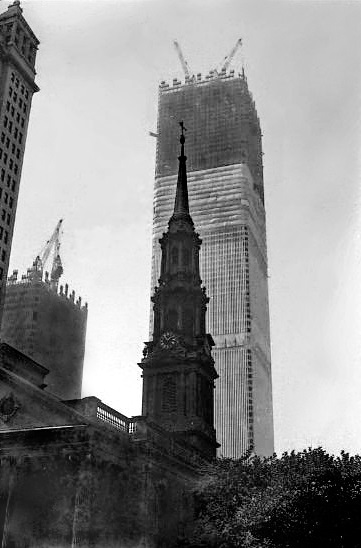
建設中のワールドトレードセンター（1971年）

外壁構造と床トラス構造を大量のプレハブ部材を使用して組み上げることにより、建設プロセスの加速とコスト削減が果たされるのと同時に、品質管理の向上も実現された。鋼製の建築部材は、ジャージーシティにあるペン・セントラル鉄道の操車場に輸送された後、早朝の時間帯にホランド・トンネルを通って建設現場に送られ、現場でクレーンによって所定の位置に設置された。より大型の建築部材はタグボートを利用して建設現場に輸送された。WTCの建設には、超高層ビルの建設に適した特殊なクレーンが使用された。 動力を搭載し、油圧を利用して建材をつり上げるこの「ファブコ・スタンダード2700」というクレーンは、オーストラリア・ニューサウスウェールズ州のファブレ・モート社によって製造されたことから、「カンガルークレーン」の愛称で呼ばれた。
1970年、タグボートの労働者がストライキ に入り、建設現場への建材の輸送が中断された。港湾公社はヘリコプターによる輸送などの代替手段を模索したが、ヘリコプターはキル・バン・カル海峡に建築部材を落下させてしまった。建設作業はほかにもいくつかの不測の事態に見舞われることとなった。杭打ち機が電話線を粉砕し、電話サービスがロウアー・マンハッタン地区で使用不能になったこともあった。1970年3月16日には、プロパンガスのタンクにトラックが衝突し、6名の作業員が負傷する爆発が起こった。WTCの建設が完了するまでに、合計で60名の作業員が事故によって命を落とした。
1970年12月23日、1 WTC（北棟）の上棟式が行われた。同様に、翌1971年の7月19日には2 WTC（南棟）の上棟式が行われた。
北棟の最初のテナントは1970年12月15日に入居した。1972年1月には南棟に最初のテナントが入居した。1973年4月4日、ツインタワーの落成式が行われた。前年に港湾公社のエグゼクティブ・ディレクターを辞任していたトービンはこの式典に出席しなかった。
WTCの建設で掘り出された土砂は1,200,000立方ヤード (920,000 m3)にのぼった。
膨大なコストをかけて遠くの海やニュージャージー州内の埋め立て処理場に輸送する替わりに、これらの土砂はウエスト・ストリートを挟んだハドソン川を埋め立てるために使われ、マンハッタンの土地面積を拡張した。1967年1月5日、桟橋の解体作業が開始され、1910年ごろにつくられた7番桟橋から11番桟橋までも解体の対象となった。
バッテリー・パーク・シティの造成計画をめぐって、ニューヨーク州知事ネルソン・ロックフェラーとニューヨーク市長ジョン・リンゼイ、デイヴィッド・ロックフェラーの間で対立が見られたものの、解体工事は進展して行った。ワールドトレードセンターから運ばれた土砂を埋め立てに使用するため、土砂をせき止めるセル式囲い堰が建設された。この埋め立て工事の結果、ハドソン川に向かって700-フート (210 m)張り出す、全長1,484フィート (452 m、6ブロック）にわたる土地が造成された。埋め立てにより生まれた土地はニューヨーク市にとって「天からの贈り物」だった。造成されたバッテリー・パーク・シティ内で開発が行われることにより、ニューヨーク市にはさらなる税収がもたらされることとなった。
当初、港湾公社が推定したWTCの建設コストは3億5000万ドルというものだったが、これは楽観的な数字だった。1966年12月、港湾公社は改めて費用の見積もりを実施し、推定建設コストを総額5億7500万ドルと発表した。この発表を受けて民間の不動産デベロッパーや『ニューヨーク・タイムズ』、その他のニューヨーク市民はプロジェクトへの批判の声を強めた。批判者はこの推定額が非現実的なほど安く見積もられていると非難し、プロジェクトの完了には7億5000万ドルが必要になると予測した。WTCのツインタワーが完成するまでに、港湾公社が費した総建設コストは9億ドルに達していた。プロジェクトに必要な資金は港湾公社が発行する免税債によって調達された。

### その他のビル
WTCコンプレックスはツインタワー以外にも、4棟の1970年代に建設されたビルを含んでいた。マリオット・ワールドトレードセンターが置かれた22階建の3 ワールドトレードセンターは、スキッドモア・オーウィングズ・アンド・メリルによって1978 - 1979年にかけて設計された。4 WTC、5 WTC、 6 WTCはいずれも8階建から9階建の低層ビルで、ツインタワーと同じチーム（ミノル・ヤマサキ、エメリー・ロス・アンド・サンズ社、スキリング・ヘル・クリスチャンセン・ロバートソン社）が設計を担当した。1980年代なかごろには7 WTCが、WTC・コンプレックスから通りをへだてた北側の敷地に建設された。47階建のこのビルは、エメリー・ロス・アンド・サンズ社によって設計され、コン・エジソンの変電所の上に建てられた。

## 改修
長い年月の間に、ツインタワーのテナントの要望に応えるために数多くの構造的改修が行われた。改修工事は港湾公社の「テナントによる変更の評価マニュアル」に沿って実施され、変更がビルの構造健全性に悪影響を与えないよう、港湾公社が改修内容を検閲した。多くの改修工事は、床に穴をあけることで新たな階段を設置し、フロアとフロアをつなぐために行われた。テナントがオフィスに持ちこんだ膨大な量の書類などによる活荷重に対応するため、タワーのコアでは鋼製の梁に補強が施された。
1993年に発生した爆破事件により、1 WTCの低層階の構造部材に対する修復工事が必要になった。爆発によって地下1階と地下2階が最大の被害を受け、地下3階も重大な構造的ダメージを被っていた。主な構造柱には損傷が見られなかった一方で、補助的な鉄骨部材には一定のダメージが認められた。爆発で吹き飛ばされた床構造は外周柱を支持していたため、修復してその機能を回復する必要があった。爆発と、爆発による床スラブの喪失によりスラリー壁は危機的状況にさらされていた。コンクリート製の床スラブは、スラリー壁にハドソン川からの水圧に対抗するための水平支持力を与えていた。WTC・コンプレックス全体の空調をになう地下5階の冷却設備は激しく損傷しており、1993年の夏を前に仮設の冷却システムに置き換えられた。1993年の爆発は自動火災報知設備の重要な配線・信号装置も破壊しており、コンプレックス全体で火災報知設備を交換する必要が生じた。新たな設備の導入には数年を要し、2001年9月の時点でも一部の機器の交換作業は完了していなかった。